# István Varga
István Joszef Varga, född 6 maj 1940 i Sümeg i Ungern, är en svensk skulptör.
István Varga utbildade sig på Konstfackskolan i Budapest 1968-69 och på Accademia di Belle Arte i Perugia i Italien 1969-70. Han har också studerat för Sven Lundqvist.
István Varga kom från Ungern till Gotland 1971. Han bor och arbetar numera i Uppsala.

## Offentliga verk i urval

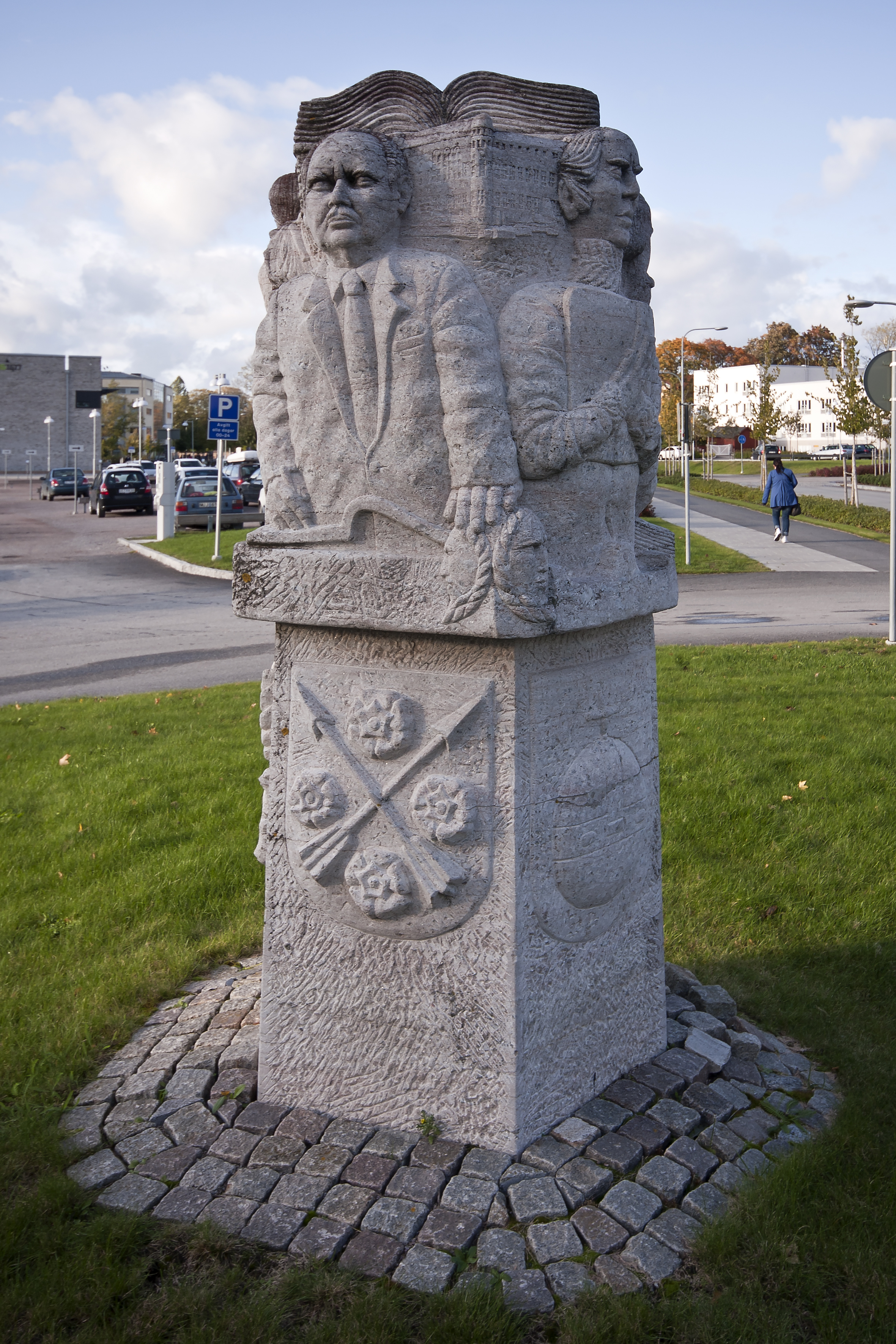
Clios barn i Uppsala.

- Bondbröllop i Öja relief i kalksten, 1972, Nya skolan i Hemse
- Brandman, relief i hoburgsmarmor, 1979, Burgsviks brandstation
- Varpa, kalksten, 1980, Vårdcentrum i Hemse
- Källa, fontänskulptur i målas sandsten, 1981, Säveskolan i Visby
- Midsommarbadet, kalksten, 1984, Eksjö simhall
- Vikingarelief, kalksten, 1988, Stenhagsvägen 131 i Uppsala
- Clios barn, kalksten, 1993, Uppsala Arkivcentrum
- Kronkällan, vattenskulptur i kalksten, 1994, Kronparken i Uppsala
- Vikingaryttare, kalksten, 1995, kvarteret Haubitsen. Döbelnsgatan 20 i Uppsala
- Val med unge, vattenskulptur i sandsten, 1996, kvarteret Arkitekten, Apelgatan 15B-17B i Uppsala
- Skulpturgrupp, lekskulptur i kalksten, låg- och mellanstadieskolan i Havdhem